# مقهى العلوم
يتواجد مقهى العلوم أو مقهى ساينتيفيك حاليًا في أكثر من 60 بلدة ومدينة في جميع أنحاء المملكة المتحدة وحول العالم. كانت فكرة دنكان دالاس، من ليدز، الذي أعجب بجلسة "مقهى فيلوسوفيك" التي حضرها في فرنسا. "مقهى ساينتيفيك" هو مكانٌ يُمكن لأي شخص، مقابل ثمن فنجان قهوة أو كأس نبيذ، زيارته لاستكشاف أحدث الأفكار في مجال العلوم والتكنولوجيا. تُعقد الاجتماعات في المقاهي والحانات والمطاعم وحتى المسارح، ولكن دائمًا خارج السياق الأكاديمي التقليدي. ساهم المجلس الثقافي البريطاني في ترويج "مقهى ساينتيفيك" في العديد من الدول حول العالم. تُدار الفعاليات عادةً بشكل مستقل من قِبل منظمين محليين في العديد من المدن باستخدام أشكال مختلفة من اسم "مقهى ساينتيفيك" أو "مقهى العلوم".